# Peter Georgisch
Peter Georgisch (* 1699; † 7. April 1746 in Dresden) war ein kursächsischer Hofrat und Archivar in Dresden.
Er war Jurist und trat insbesondere als Herausgeber von Rechtstexten auf. Er hat den Begriff Regest erstmals verwendet.

## Werke
- Kurtzgefasste Einleitung zur Allgemeinen Staats-Historie des Teutschen Reichs (1738)
- Regesta chronologico-diplomatica, in quibus recensentur omnis generis monumenta et documenta publica (Frankfurt 1740–1744)
- Zusätze zu Herrn H. R. Struvens Reichs Historie. ISBN 1175359092
- Versuch einer Einleitung zur Römisch-Teutschen Historie und Geographie in chronologischer Ordnung nebst zugehörigen Land-Charten der Alten und Mitlern Zeiten. Herausgegeben von P. Georgisch, Halle 1732.[1]